# Бокилиеро
Бокилиѐро (на италиански: Bocchigliero, на местен диалект Vuccugliàri, Вукуляри) е село и община в Южна Италия, провинция Козенца, регион Калабрия. Разположено е на 870 m надморска височина. Населението на общината е 1444 души (към 2012 г.).